# Grupo Pesado
El Grupo Pesado es una agrupación de música regional mexicana especializada en el estilo norteño y fundada en 1993 en la ciudad de Monterrey, Nuevo León, México. Es considerado como uno de los grupos que inició una nueva generación de este tipo de música, dándole una frescura que ha tenido bastante aceptación en México y los Estados Unidos y abriendo las puertas a nuevos grupos del mismo movimiento.

## Biografía
Grupo Pesado nace en la ciudad de Monterrey, Nuevo León, en 1993; sus creadores, el acordeonista y cantante Beto Zapata, y el bajo quintista y  sextero cantante Pepe Elizondo, deciden formar esta agrupación, siendo fanáticos de la música de su tierra natal: la norteña. Convencidos de que lo suyo era grabar con este estilo musical, poco a poco imprimen a su propuesta los ritmos norteños que los han caracterizado desde siempre, y los sonidos del acordeón que Beto Zapata saca desde niño.
En cada álbum, el quinteto regiomontano incluye algún elemento innovador como mezclas de música norteña con ritmos latinos, con acordeón, bajo sexto y batería. Estos sonidos han hecho la combinación perfecta con el matiz de voz de su vocalista, logrando un concepto moderno, fresco y muy poopero.
Con varias producciones discográficas en su haber e innumerables Discos de Oro y de Platino , Beto, Pepe, Luis Mario, Toño y Julio, han logrado colocarse desde 1993 en los primeros lugares de las listas de popularidad en la República Mexicana, principalmente en la zona norte, con éxitos como: “Te lo pido por favor”, “No Tengas Miedo De Llorar”, “Quien”, “Y Te Vas”, “ Llegó El amor”, “Ayúdame”, "Mi Nueva Canción", “Pídeme” y “¿Cómo Le Hago?”. Estas dos últimas, fueron incluidas en su álbum “Mil Historias” y con ellas, se reafirmaron como una de las agrupaciones más representativas de la música norteña en gran parte de la Unión Americana, apareciendo en el top 10 en la lista Regional Mexicano de la prestigiada revista Billboard, la más importante en lo que respecta a música en los Estados Unidos.
De 1993 a 1999 en Estados Unidos los discos de Grupo Pesado salieron bajo el sello de Fonovisa.
Oficialmente el 2 de julio de 1993 en Monterrey, Nuevo León se forma esta agrupación, con Beto Zapata en el acordeón, Rodolfo "Popa" Guajardo en el bajo eléctrico, y Mario Padilla y Pepe Elizondo en la batería y en el bajosexto respectivamente recién llegados del grupo Salomón Robles y Sus Legendarios, en el cual Elizondo era bajista mientras que Padilla también era baterista. En ese año firman contrato con la extinta MCM (Metro Casa Musical) hoy Warner Music,y graban su primer disco titulado "Ayudame a olvidar", con temas como "Ayudame a olvidar", "Día tras día", "Quiero", "Te quiero tanto", "Los besos que perdí", etc.
Para finales de ese año, MCM les sugirió grabar un disco de corridos y accedieron a hacerlo, lanzando el disco "Puros Corridos" con temas como "Ya no canta el cantador", "Cruz de marihuana", "La entalladita", "Los muchachos de Galeana", "Corrido del pesado", etc.
Llegó 1994, un año que los consagraría, además de la entrada de Julio Taméz a las percusiones,y entonces lanzan el disco "Llegó el amor", con excelentes resultados lanzando temas como "Ayudame, Pero se fue, Quédate, Llegó el amor, No tengas miedo de llorar, No podemos continuar, etc. En aquel mismo año graban su primer videoclip.fue el tema No podemos continuar, al que después le seguiría Llegó el amor.
Para 1995, se lanza el disco "Mundo de Amor" (cabe aclarar que no es el mismo tema de Los Tucanes de Tijuana), tema que escribió Pepe Elizondo para su hija quien nació ese año cuando esta aún se encontraba en el vientre de su madre, además de que también contó con su propio videoclip, después le seguirían temas como Y tu porque no, Almas sin destino, Acuerdate de mi, Quiero tenerte, Así es mi amor (que también tuvo video), etc. A partir de ese año se les da el eslogan "El grupo que vale lo que pesa".
Para fines del mismo año se lanza "Eso Me Gusta", con temas como Hoy se va de mi, Mi nueva canción, Desde el día de tu adiós, Rincón prohibido, y Eso me gusta que contó con video, con esta producción logran ingresar por primera vez a los Billboard y hacen su primera gira a la Unión Americana.
En 1996, lanzan su producción "Te voy a amar" con temas como Te voy a amar (que también contó con video), Ahora que te vas, Poema, Dame, Mi otra mitad, Si algún día regresas, etc.
Al llegar 1997, Rodolfo Guajardo abandona la agrupación para integrarse con Ramón Ayala y sus bravos del norte, sustituyendo temporalmente en el bajo eléctrico a Fidencio Ayala que en aquel entonces se encontraba delicado de salud y en su reemplazo entra Juan Antonio "Toño" Pequeño, con el que graban su producción "En lo más alto del cielo", exitosa producción con temas como Déjame amarte, Y tu que harías, Si te vas, Quisiera, Lo que no haría, Intentos y Pequeño amor, un fuerte tema que conquistó el corazón de millones de personas. Este tema junto con Intentos, y Déjame amarte tuvieron su propio videoclip. curiosamente, Rodolfo "Popo" Guajardo dejó grabadas las canciones del álbum "En lo más alto del cielo", pero ya no se pudo tomar las fotos para el álbum por el mismo motivo de su integración con Ramón Ayala y sus bravos del norte y en el video de Intentos se puede observar a los integrantes jugando un partido de béisbol.
En 1998, se lanza "Hasta tu corazón" con temas como Hasta tu corazón, Amor imposible, El dinero, Quien, Necesito de ti, el tema de Marco A. Solís, Tus mentiras, etc. Los temas Hasta tu corazón y Quien tuvieron video.
El 9 de enero de 1999, Mario Padilla abandona la agrupación por lo que cede su lugar a Luis Mario Garza quien ya había participado con grupos como Priscila y Sus Balas De Plata y Límite, aunque Padilla ya había grabado el disco "A tu encuentro" pero ya no acompañó a la agrupación en la promoción de este.de dicha producción se encuentran los temas Dices ya no, Mira m'hija, Choo-Choo tren, Por amores, Te quiero pero se perder, No me digas que ya te vas, Y que le voy hacer, etc. Los primeros tres temas mencionados tuvieron video. "A Tu Encuentro" es el primer disco que salió para Warner Music Latina en Estados Unidos.
Llegó el nuevo milenio, el 2000, y lo comienzan con el disco "Mil Historias" arrasando con temas entre los que están Como le hago, Imposible olvidarte, Pideme, Mil historias, Enamorate de mi, etc. Como le hago y Pideme contaron con video.
A la mitad del mismo año lanzan lo que sería un antecesor a los discos Desde la cantina Volúmenes I y II, el disco "¡...a quien honor merece!", el cual esta prácticamente conformado con boleros grabados por leyendas de la música norteña como Ramón Ayala, Los Alegres de Terán, Kiko Montalvo, Cornelio Reyna, Eliseo Robles, etc. En esta producción están temas como Mil noches, Mi princesita, Tu traición, Y..., etc.
En el 2001 con el álbum "Todo Tuyo", el grupo inició con el pie derecho ese año, pues además de que se editó México y los Estados Unidos se desprendieron grandes éxitos, tales como: Loco, Dile, Qué voy a hacer, Tú como si nada y Llegó tu amor, que desde su lanzamiento en radio, lograron colocarse en los primeros lugares de las listas en nuestro país y gran parte de la Unión Americana.llegando a ser disco de platino, los temas Dile y Tu como si nada contaron con su propio video.
En el 2002, el grupo lanza al mercado el álbum "Presente*Futuro", título que simbolizó la unión entre la tradición musical que los ha distinguido de otras agrupaciones y la proyección que los ha llevado a convertirse en un grupo dinámico y original. Lástima me das, Mitad y mitad, Lágrimas amargas y Arráncame, fueron algunos de los éxitos que se desprendieron de este disco. Con dicho álbum, obtuvo igualmente disco de oro y platino. Los temas Arráncame y Mitad y mitad contaron con video, en este último mencionado apareció Poncho De Nigris.
Pesado inició el 2003, también con disco de oro. Primero, lanzaron una producción en vivo titulada "Directo 93-03", festejando 10 años de carrera.
Después llegó "No te la vas a acabar!" con No valgo nada, No te la vas a acabar y No me acostumbro que fueron algunos de los éxitos. el primer tema contó con video.
Para el 2004, luego del éxito en ventas y popularidad del álbum de concepto en vivo, Pesado se alistaba para lanzar su nueva producción discográfica titulada “Rezaré”. Dicho álbum es el número 14, siendo un disco de estudio: producido, realizado, grabado y mezclado por José Mario Elizondo y Mario Alberto Zapata en los Estudios Monterrey Sound.
Dicha producción se grabó entre febrero y abril de este año y en él se incluyeron 12 temas de destacados compositores como Eduardo Alanis, Ramón González Mora, Luis "Louie" Padilla, Óscar Iván Treviño del grupo Duelo, Felipe de Jesús Jr, Marco Antonio Pérez, Oswaldo Villarreal, Aarón Martínez “La Pantera” e Israel Gutiérrez.
El primer sencillo promocional es el tema Ojalá que te mueras, tema de corte ranchero de Felipe de Jesús Jr, que trajo polémica a la imagen del grupo por el título de la canción, además de que el video del tema también contó con algo de revuelo por su temática.
A finales del 2005, el grupo lanza el disco: "Tu Sombra", del cual se despenden los temas: A chillar a otra parte, Te quiero, te amo y la canción que le da título al disco, Tu sombra, aunque el tema Te quiero, te amo se incluyó también en su siguiente disco "Piensame un momento", además el tema A chillar a otra parte contó con video. 
En el 2006, sale a la venta "Piensame un momento", del cual se destaca el tema Ya lo sabía, que ocupa los primeros lugares de popularidad en México y Estados Unidos, además de que Te quiero, te amo se hizo sencillo oficial contando con video.
En el 2007 Grupo Pesado regresa con su nuevo material titulado "Gracias por tu amor", afirmando que dejarían de momento sus polémicos temas de desprecio a las mujeres y entonces se desprenden los sencillos Gracias por tu amor y Cada mañana.
En el 2008, el grupo festeja sus primeros 15 años de trayectoria realizando un disco como homenaje a aquellos pioneros de la música norteña. En "Corridos: Defendiendo el Honor" Pesado graba diferentes covers de corridos de gente como Los Cadetes de Linares, Ramón Ayala y Los Tigres del Norte, entre otros, realizando un disco especial para los amantes de la música norteña, y con este finalizan su paso por la disquera Warner, anteriormente la extinta MCM.
En ese mismo año son invitados a grabar el tema del programa "¿Cuanto quieres perder?" de Televisa, además de que afirmaban que entrarían a un estricto plan de dieta y ejercicio para perder peso, temática del programa.
Después de haber grabado su disco "Defendiendo el Honor", para Disa, Grupo Pesado lanzó simultáneamente un nuevo material titulado "Sólo contigo", del que se desprenden los sencillos Ojalá (otro tema de fuerte contenido), Cambio y fuera y Aún te amo, este tema y Ojalá contaron con video.
En el 2009 sale a la venta "Desde la cantina Vol. 1"; un segundo homenaje a aquellos intérpretes de la música norteña que empezaron por la década de los 40, tales como Eliseo Robles, Lupe Tijerina de Los Cadetes de Linares, Don Cesareo Sánchez "Don Chayo" de los Cardenales de Nuevo León, Lorenzo de Monteclaro, Javier Ríos de Los Invasores de Nuevo León, entre otros. Esta producción se realizó en vivo desde Pilo´s Bar (cantina muy conocida en Guadalupe, Nuevo León, para hacer honor al título del disco).
De este disco se desprenden canciones como: Cielo azul, cielo nublado e Ingrato amor. ambos contaron con video en vivo.
En el 2010 debido al gran éxito que tuvo el primer volumen, deciden lanzar "Desde la cantina Vol. II", del que se desprende el tema Quiero que sepas que también contó con video, y para junio de 2011 el tema Me refiero a ti con Lalo Mora con motivo del Día del Padre, ambas en vivo también.
En el 2011, se lanza "Una Historia para Siempre", lanzándose como primer sencillo Mientras dormías, otro tema que contó con video, y El mil amores, un huapango que hace referencia al actual matrimonio de Beto Zapata. En el mismo año Zapata grabó un dueto con el grupo La Leyenda con el tema Se me clava, con un éxito total en la radio. Asimismo grabó otro dueto con el grupo los claxons con el tema hasta mañana de su álbum camino a encontrarte.
Para el 2012, Grupo Pesado lanza a la venta su siguiente producción titulada "Mi promesa", de este álbum se desprendió primero "Que bonito es el amor". Después se desprendió el tema "Mi promesa" y "Le creí", los 3 temas contaron con video.
En este 2013, sacan un sencillo el cual admitió Beto Zapata que sería en honor para todas las madres.El tema se llama "Mi primer amor", el cual salió a la luz el 29 de enero, el cual también se estrenó con video oficial.Curiosamente como el tema es como honor a las madres, en el video salen fotos de las mamás de la agrupación, solo que solo se muestra a la madre de beto zapata como honor. Este sencillo le sigue a otro tema que salió a la radio el 6 de agosto que se llama "Cuando estas de buenas".La agrupación anuncia que estos dos últimos sencillos son como parte de su nueva producción discográfica que salió a la venta en septiembre próximo que se titula "Por Ti" , luego celebran su 20 aniversario en la Arena Monterrey , con su disco llamado "Directo 93-13 Vol.1" y "Directo 93-13 Vol.2" junto a Raúl Hernández de Los Tigres Del Norte , Mariachi San Luis y Celso Piña , en enero de 2015, el Grupo Pesado lanza su nuevo sencillo llamado "Que Aún Te Amo" , que salió al mercado el 13 de enero de 2015, después, en marzo lanzan 3 nuevos sencillos llamados "Te Quiero Te Adoro", "No Vengas" y "Abrázame", sencillo que dio nombre a su nuevo álbum, "Abrázame", organizarón un tour llamado Tour Abrázame, finalmente, el 14 de abril de 2015, la agrupación anuncia que sale a la venta su nueva producción llamada "Abrázame".

## Discografía

### Álbumes de estudio
1. "Ayúdame A Olvidar" (1993)
2. "Puros Corridos" (1993)
3. "Llegó El Amor" (1994)
4. "Mundo De Amor" (1995)
5. "Eso Me Gusta" (1995)
6. "Te Voy A Amar" (1996)
7. "En Lo Más Alto Del Cielo" (1997)
8. "Hasta Tu Corazón" (1998)
9. "A Tu Encuentro" (1999)
10. "Mil Historias" (2000)
11. "!...A Quien Honor Merece!" (2000)
12. "Todo Tuyo" (2001)
13. "Presente•Futuro" (2001)
14. "No Te La Vas A Acabar" (2002)
15. "Rezaré" (2004)
16. "Tu Sombra" (2005)
17. "Piénsame Un Momento" (2006)
18. "Gracias Por Tu Amor" (2007)
19. "Corridos:Defendiendo El Honor" (2008)
20. "Solo Contigo"(2008)
21. "Solo Contigo Deluxe Edition"(2009)
22. "Una Historia Para Siempre" (2011)
23. "Mi Promesa" (2012)
24. "Por Ti" (2013
25. "Abrázame " ( 2015 )
26. "Los Ángeles Existen" (2018)
27. " te amaré " (2024)
28. [[frente a frente (album de Grupo Pesado)| (2025)

### Álbumes en vivo
1. Directo 93-03" (2003).
2. Desde la cantina vol. 1" (2009).
3. Desde la cantina vol. 2" (2010).
4. Directo 93-13 Vol. 1" (2014).
5. Directo 93-13 Vol. 2" (2014).
6. Tributo a Los Alegres de Terán (2016).
7. Estas Se Acompañan con Cerveza  (2021).

### Álbumes recopilatorios
1. " Pesadísimo (1996).
2. " El Grupo Que Vale Lo Que Pesa Vol.II (1999).
3. " Lo Más Pesado De Pesado Vol.II (1999).
4. " Trayectoria (2001).
5. " Pesado Mix (2002).
6. " Grandes Éxitos (2007).
7. " 25 Éxitos Pesados (dos volúmenes) (2009).
8. " Éxitos Remix (2009).
9. " Pesado : Clásicas Para La Bohemia (2010).
10. " Corridos Bien Pesados Para La Bohemia (2010).
11. " Lo Mejor Desde La Cantina (live at nuevo león México 2009) (2010).
12. " 20 Kilates 20 Éxitos (2012).
13. " 16 Éxitos De Oro (2012).
14. " Antología Musical (tres volúmenes) (2012).
15. " Discografía Completa (1993-2008) (2013).
16. " 21 Black Jack (nueva edición remasterizada) (2013).

### Aparece Encendido
1. " Festival Grupero Vol. 1 (2000).
2. " Tres Grandes Norteños (2002).
3. " El Tri Buto (2003).
4. " Feliz Navidad (2004).
5. " Navidad Desde México , Grandes Temas (2005).
6. " Fiesta Mexicana Muy Norteña (dos volúmenes) (2007).
7. " Grandes De La Música Norteña (2008).
8. " Pesado Vs. Banda Machos (dos volúmenes) (2009).
9. " Tributo A Juan Gabriel (2009).
10. " Arriba El Norte (2010).
11. " 2009 Sólo Éxitos (2010).
12. " Super 1'S 2010 Norteño (2010).
13. " Norteño # 1'S 2010 (2010).
14. " La Antología De Los Éxitos (2010).
15. " Serie 3 Norteño (dos volúmenes) (2011).
16. " Serie 3 Cumbias Norteñas (2011).
17. " Juay De Rito (2011).
18. " Pesado & Intocable /Frente A Frente (2011).
19. " Más Trankazos (2011).
20. " Trankazos De Verano (2012).
21. " Fiesta Tribal (Vol.2 /Más Tribal Que Nunca /Mix Del Dg.Gelo) (2012).
22. " 16 De Septiembre : Gruperas (2012).
23. " Radio Éxitos Disco Del Año 2012 (2012).
24. " Norteño # 1'S 2012 (2012 (2012).
25. " Feliz Navidad 2012 /Navidad Popular (2012).
26. " Trankazos 2013 (2013).
27. " Mamá Un Amor Universal (2013).
28. " Mi Viejo Y Yo (2013).
29. " Trankazos De Verano 2013 (2013).
30. " Amores Y Copas (2013).
31. " Pesado - 20 Aniversario (2013).
32. " Íconos 25 Éxitos Norteño (2013).
33. " Norteño 1'S 2013 (2013).
34. " Las Más Chidas 2014 (2014).
35. " Yo Sé Que Te Acordarás ... Norteño (dos volúmemes) (2014).
36. " Antología 20 Aniversario (dos volúmenes deluxe editión) (2014).
37. " Antología 20 Aniversario (2014).
38. " 20 Románticas De ... Norteño (2015).

### Sencillos
| Año  | Nombre                                  | Álbum                     |
| ---- | --------------------------------------- | ------------------------- |
| 1993 | Ayudame a olvidar                       | Ayudame a olvidar         |
| 1994 | Llegó el amor                           | Llegó el amor             |
| 1995 | Mundo de amor                           | Mundo de amor             |
| 1995 | Eso me gusta                            | Eso me gusta              |
| 1996 | Te voy amar                             | Te voy amar               |
| 1997 | Dejame Amarte                           | En Lo Más Alto Del Cielo  |
| 1997 | En Lo Más Alto Del Cielo                | En Lo Más Alto Del Cielo  |
| 1997 | Lo Que No Haría                         | En Lo Más Alto Del Cielo  |
| 1998 | Hasta Tu Corazón                        | Hasta Tu Corazón          |
| 1998 | Tus Mentiras                            | Hasta Tu Corazón          |
| 1998 | Amor Imposible                          | Hasta Tu Corazón          |
| 1999 | En Contra De Mi                         | A Tu Encuentro            |
| 1999 | Llorare                                 | A Tu Encuentro            |
| 1999 | Choo Choo Tren                          | A Tu Encuentro            |
| 1999 | Hoy Dices Ya No                         | A Tu Encuentro            |
| 1999 | Se Me Hace                              | A Tu Encuentro            |
| 2000 | Imposible Olvidarte                     | Mil Historias             |
| 2000 | Extraño                                 | Mil Historias             |
| 2000 | Como Le Hago                            | Mil Historias             |
| 2000 | Mi Peor Enemigo                         | Mil Historias             |
| 2000 | De La Gloria Al Infierno                | Mil Historias             |
| 2000 | Mil Noches                              | ¡...a quien honor merece! |
| 2000 | Te Busque                               | ¡...a quien honor merece! |
| 2000 | Tu Traición                             | ¡...a quien honor merece! |
| 2000 | Y...                                    | ¡...a quien honor merece! |
| 2001 | Otra Vez Me Equivoque                   | Todo Tuyo                 |
| 2001 | Loco                                    | Todo Tuyo                 |
| 2001 | Para Que Puedas Olvidarme               | Todo Tuyo                 |
| 2001 | Loco                                    | Todo Tuyo                 |
| 2001 | Dile                                    | Todo Tuyo                 |
| 2001 | Tu Como Si Nada                         | Todo Tuyo                 |
| 2002 | Arráncame                               | Presente * Futuro         |
| 2002 | Para Que Seguir                         | Presente * Futuro         |
| 2002 | Mitad Y Mitad                           | Presente * Futuro         |
| 2003 | Otra Vez                                | No Te La Vas Acabar       |
| 2003 | No Valgo Nada                           | No Te La Vas Acabar       |
| 2003 | No Te La Vas Acabar                     | No Te La Vas Acabar       |
| 2003 | Eres                                    | No Te La Vas Acabar       |
| 2004 | Y Trato                                 | Rezaré                    |
| 2006 | Ya Lo Sabía (Álbum Single)              | Piensame Un Momento       |
| 2006 | Humillate                               | Piensame Un Momento       |
| 2007 | Gracias Por Tu Amor                     | Gracias Por Tu Amor       |
| 2008 | Ojala                                   | Solo Contigo              |
| 2008 | Aún Te Amo                              | Solo Contigo              |
| 2011 | Mientras Dormías                        | Una Historia Para Siempre |
| 2012 | Mi Promesa                              | Mi Promesa                |
| 2012 | Que Bonito Es El Amor                   | Mi Promesa                |
| 2012 | Le creí                                 | Mi Promesa                |
| 2013 | Mi primer amor                          | Por Ti                    |
| 2013 | Cuando Estás De Buenas                  | Por Ti                    |
| 2014 | Tan Bonita ft. Raúl Hernández - En Vivo | Directo 93 - 13 Vol.1     |
| 2014 | Acá Entre Nos - En Vivo                 | Directo 93 - 13 Vol.1     |
| 2015 | Que Aún Te Amo                          | Abrázame                  |
| 2015 | Te Quiero, Te Adoro                     | Abrázame                  |
| 2015 | No Vengas                               | Abrázame                  |
| 2015 | Abrázame                                | Abrázame                  |
| 2016 | Me Estorbas                             | Los Ángeles Existen       |
| 2016 | Los Ángeles Existen                     | Los Ángeles Existen       |
| 2017 | Yo No Tengo Remedio                     | Los Ángeles Existen       |
| 2017 | No Voy a Detenerte                      | Los Ángeles Existen       |
| 2018 | Habla el Pasado                         | Los Ángeles Existen       |
| 2018 | Estoy Mejor Sin Ti                      | Los Ángeles Existen       |
| 2019 | En Cambio Ella                          | En Cambio Ella            |
| 2020 | Me Sigue Calando                        | Me Sigue Calando          |
| 2020 | Le Di                                   | Le Di                     |
| 2021 | Anda queriendo volver                   | Anda queriendo volver     |
| 2022 | Si Nos Faltará Amor                     | Si Nos Faltará Amor       |